# Anne Holtrop
Anne Holtrop (Tiel, 1977) is een Nederlandse architect.

## Leven
Anne Holtrop studeerde in 2005 cum laude af als architect aan de Academie van Bouwkunst in Amsterdam. Gelijk hierna begon hij zijn eigen architectenbureau Studio Anne Holtrop. In de jaren hierna ontving hij ondersteuningsbeurzen van het Mondriaan Fonds, toen nog het Fonds BKVB. In deze jaren is hij ook redacteur bij het architectuur tijdschrift OASE. In 2008 ontving hij de Charlotte Köhler Prijs voor architectuur. Deze prijs van het Prins Bernhard Cultuurfonds is een aanmoedigingsprijs voor talent in de culturele sector. Daarnaast werkte hij als gastdocent aan de Academie van Bouwkunst Amsterdam en was hij hoofddocent aan het Sandberg Instituut in Amsterdam. In 2011 wint hij de prijsvraag voor een nieuw waterlinie bij Fort Vechten. In 2014 wordt dit Waterliniemuseum Fort bij Vechten opgeleverd.
Vanaf 2019 is hij als hoofddocent verbonden aan een studio binnen de architectuurdepartement van ETH Zürich.
In 2020 wordt een overzicht van het werk van Studio Anne Holtrop gepubliceerd in El Croquis. In dit jaar heeft hij ook voor Maison Margiela met hoofdontwerper John Galliano de interieurs voor de flagshipstore in Londen en in Osaka. 
Sinds 2011 heeft zijn studio een kantoor in Amsterdam en Muharraq en is hij dan ook veel actief in de regio Bahrein.